# Gonzalo Vega
Gonzalo Agustín Vega González (Cidade do México, 29 de novembro de 1946 – Cidade do México, 10 de outubro de 2016) foi um ator mexicano.

## Filmografia
| - The boy who smells like fish 2013 - Nosotros los nobles 2013 - Génesis 2010 - A través del silencio 2010 - Silla eléctrica para moscas 2010 - Daniel y Ana 2009 - Tengo todo excepto a ti 2008 - La heredera 2004 - La tregua 2003 - Ya no los hacen como antes - Las caras de la luna 2002 - Uroboros 2001 - La vida en el espejo 1999 - Ambición mortal 1997 - Alondra 1995 - Una maestra con Ángel 1994 - Al otro lado del túnel 1994 - Tenías que ser tú 1992 - Ibero América... Hoy 1992 - La mestiza 1991 - En carne propia 1990 - Las grandes aguas 1990 - Yo soy el asesino 1987 - Lo que importa es vivir 1987 - Muchachita 1986 - Cuna de lobos 1986 - Tiempo de lobos 1985 - Terror y encajes negros 1985 - Nocaut 1984 - Ya nunca más 1984 - La traición 1984 - Los renglones torcidos de Dios 1983 - Las apariencias engañan 1983 - Mañana es primavera 1982 - Antonieta 1982 - Retrato de una mujer casada 1982 - Toda una vida 1981 - Visita al pasado 1981 - El sexo de los ricos 1981 - La seducción 1981 - Ángel del barrio 1981 - El color de nuestra piel 1981 - La virgen robada 1981 - La divina Sarah 1980 - Survival Run 1979 - Añoranza 1979 - Cumbres borrascosas 1979 - El lugar sin límites 1978 - Las mariposas disecadas 1978 - Donde termina el camino 1978 - Pecado de amor 1978 - Las poquianchis 1976 - Tango 1976 - ...Y la mujer hizo al hombre 1975 - El juicio de Martín Cortés 1974 - Mundo de juguete 1974 - Ante el cadáver de un líder 1974 - Adorables mujercitas 1974 - Crónica de un amor 1974 - Aquellos años 1973 - Hoy he soñado con Dios 1972 - Más allá de la violencia 1971 - Rosario 1971 - Pubertinaje 1971 - Sublime redención 1971 - La agonía de ser madre 1970 - ¿Porque nací mujer? 1970 - Misión cumplida 1970 - Los recuerdos del porvenir 1969 - Las pirañas aman en cuaresma 1969 |

## Prêmios e indicações

### TVyNovelas
| Ano  | Categoria                | Telenovela      | Resultado |
| ---- | ------------------------ | --------------- | --------- |
| 1996 | Melhor ator protagonista | Alondra         | Indicado  |
| 1992 | Melhor ator antagonista  | En carne propia | Venceu    |
| 1987 | Melhor ator protagonista | Cuna de lobos   | Venceu    |